# Dominus Vobiscum
Dominus Vobiscum (latin) er en romersk-katolsk hilsen, som betyder "Herren (Gud) være med jer (eder)".
| Sprog | Spire Denne artikel om sprog er en spire som bør udbygges. Du er velkommen til at hjælpe Wikipedia ved at udvide den. |